# Concepción (Antioquia)
Concepción este un municipiu din departamentul Antioquia, Columbia.
1. ↑   https://visitaconcepcion.com Lipsește sau este vid: |title= (ajutor)